# Влатадес (квартал)
Влатадес (на гръцки: Βλατάδων), Чауш манастир или Дебърската махала е квартал в горния град на Солун, Гърция, около едноименния средновековен манастир Влатадес.

## История
Царевна Миладинова пише за Влатадес:
| „ | Приходящите ученички идваха от всички части на града. Имаше и такива от най-високите бърда, от „Чауш манастир“, тогава наричан от самите деца „Дебърска махала“, в която около една старинна, почти подземна църквичка, живееха много десетки добри дебърски семейства, най-старите хора от които не знаеха точно кога са се преселили в Солун – било е преди цял век или повече. Някои от тях даже се гърчееха. Приходящите ни ученички не бяха твърде много. В пансиона пък още първата година имахме нещо двадесетина пансионерки, известно вече – повечето деца на видни и родолюбиви българи от македонската провинция. | “ |